# Catherine Curtin
Catherine Curtin (* 14. Juli 1970 in New York City) ist eine US-amerikanische Schauspielerin.

## Leben
Curtin ist aufgewachsen in ihrer Geburtsstadt New York City. Ihr Bühnendebüt hatte sie am Broadway.
Eine ihrer bekanntesten Rollen verkörperte sie 2013 in der Netflix-Serie Orange Is the New Black, in der sie bis 2019 die Justizvollzugsbeamtin Wanda Bell verkörperte.
In der Thrillerserie Homeland spielte sie 2018 in einer wiederkehrenden Rolle. Außerdem hatte sie kleinere Rollen in Filmen wie The Wolf of Wall Street, Bad Education und Nur die halbe Geschichte.
Seit 2017 spielt sie in der Netflix-Serie Stranger Things die Rolle der Claudia Henderson.

## Filmografie
- 1995: Suspicious
- 1997: Springfield Story (Fernsehserie, eine Folge)
- 2000, 2008: Law & Order (Fernsehserie, zwei Folgen)
- 2001: The Next Big Thing
- 2003: Happy End
- 2006: Criminal Intent – Verbrechen im Visier (Fernsehserie, eine Folge)
- 2007: Noise – Lärm!
- 2007–2009: The Naked Brothers Band (Fernsehserie, 10 Episoden)
- 2011: Extrem laut & unglaublich nah
- 2012: A Wife Alone
- 2012: Das Bourne Vermächtnis
- 2013: The Wolf of Wall Street
- 2013–2017, 2019: Orange Is the New Black (Netflix-Serie, 40 Folgen)
- 2014: The Leftovers (Fernsehserie, eine Folge)
- 2016: Catfight
- 2016–2018: Insecure (Fernsehserie, 11 Episoden)
- 2017: The Light of the Moon
- 2017: Camera Obscura
- 2017: Blue Bloods – Crime Scene New York (Fernsehserie, eine Folge)
- seit 2017: Stranger Things (Fernsehserie)
- 2018: Homeland (Fernsehserie, 7 Episoden)
- 2019: The Artist’s Wife
- 2019: Bad Education
- 2019: Surveillance (Fernsehfilm)
- 2020: Der Fall 9/11 – Was ist ein Leben wert (Worth)
- 2020: Nur die halbe Geschichte
- 2020: Chemical Hearts
- 2021: Werewolves Within
- 2021: Red Pill
- 2023: Founders Day